# André Isidore Carey
André Isidore Carey, född 30 november 1798, fransk balettdansare, balettmästare på Kungliga Baletten i Stockholm.
Hans föräldrar var franske veterankaptenen Gabriel Careij och Claire Berenche. Utbildad av Auguste Vestris, kom han till Stockholm med bland annat Sophie Daguin 1815 och debuterade med Daguin i La Fille mal gardée av Jean Dauberval. Han efterträdde 1820 Filippo Taglioni som balettmästare på kungliga baletten. 1823 lämnade han Sverige och uppträdde i Italien, Ryssland och sedan i Nederländerna, där han blev medlem av Madame Montessus trupp. Sedan ha engagerats i Warszawa (1823/24) och i Wien (1824). 
Gift 1821 med Josephine Sainte-Claire. 